# یکی بود یکی نبود (فیلم ۱۳۳۸)
یکی بود یکی نبود فیلمی به کارگردانی، تهیه کنندگی و نویسندگی رحیم روشنیان محصول سال ۱۳۳۸ است.

## خلاصه داستان
هیزم شکنی برای نجات جان امیرزاده "طاهر" فرزند خود را از دست می‌دهد و خود نیز تا آخرین لحظه حیات، نهایت فداکاری را برای به انجام رسیدن مقاصد امیر می‌کند.

## بازیگران
- ویدا قهرمانی
- رحیم روشنیان
- اکبر هاشمی
- مهوش
- صبحی مهتدی
- جواد تقدسی
- کارمن